# Crown Motor Car Company
Crown Motor Car Company war ein US-amerikanischer Hersteller von Automobilen.

## Unternehmensgeschichte
Das Unternehmen wurde im März 1913 in Louisville in Kentucky gegründet. B. F. Lambert mit Erfahrungen bei der Lambert Automobile Company war Präsident, A. B. Lambert Vizepräsident und C. H. Lambert Sekretär und Schatzmeister. Noch 1913 begann die Produktion von Automobilen. Der Markenname lautete Crown. 1914 endete die Produktion. Die Lamberts gründeten daraufhin die Hercules Motor Car Company in New Albany in Indiana.
Es gab keine Verbindungen zur Detroit Auto Vehicle Company und zur Crown Motor Vehicle Company, die den gleichen Markennamen verwendeten.

## Fahrzeuge
Die Pläne für ein gewöhnliches Fahrzeug mit einem Vierzylindermotor, der 30 PS leisten sollen, wurden nicht umgesetzt.
Stattdessen erschien ein leichteres Fahrzeug. Es wurde zwar als Cyclecar bezeichnet, erfüllte allerdings die Kriterien für Cyclecars nicht. Ein Vierzylindermotor mit 1700 cm³ Hubraum und 14 PS Leistung trieb über ein Friktionsgetriebe und eine Kardanwelle die Hinterachse an. Das Fahrgestell hatte 229 cm Radstand. Hiervon entstanden nur wenige Fahrzeuge.
Darauf folgte mit dem Model A ein Standardmodell. Es war als Roadster karosseriert.